# Danh sách vườn quốc gia tại Thụy Điển
Vườn quốc gia Thụy Điển được quản lý bởi Cơ quan Bảo vệ Môi trường Thụy Điển (viết tắt là EPA) (tiếng Thụy Điển: Naturvårdsverket) và thuộc sở hữu của Nhà nước. Mục tiêu của dịch vụ vườn quốc gia là tạo ra một hệ thống các khu bảo tồn đại diện cho tất cả các vùng tự nhiên khác nhau của đất nước. Năm 1909, Thụy Điển đã trở thành quốc gia đầu tiên ở châu Âu thành lập các vườn quốc gia khi có 9 vườn quốc gia được thành lập khi hội đồng lập Pháp Riksdag của quốc gia này thông qua pháp luật về vườn quốc gia trong năm đó. Tiếp theo đó là việc thành lập tiếp 7 vườn quốc gia từ giữa năm 1918 tới năm 1962 và tăng lê thêm 13 địa điểm nữa từ giữa năm 1982 và 2009. Vườn quốc gia gần đây nhất được thành lập là Vườn quốc gia Kosterhavet. Hiện tại có 29 vườn quốc gia tại Thụy Điển, bảo vệ khu vực có diện tích 731.589 ha (1.807.796 mẫu Anh)  dự kiến hơn 6 vườn quốc gia nữa sẽ được thành lập vào năm 2013 .
Theo EPA, các vườn quốc gia Thụy Điển phải đại diện cho các loại cảnh quan độc đáo, được bảo vệ một cách hiệu quả và được sử dụng để nghiên cứu, giải trí và du lịch mà không gây hại tới môi trường. Địa hình núi chiếm ưu thế với 90% diện tích các khu vực bảo vệ. Lý do cho điều này là các khu vực núi sâu rộng lớn được bảo vệ bởi các vườn quốc gia rộng lớn phía Bắc - Padjelanta và Sarek mỗi vườn quốc gia có diện tích khoảng 200.000 ha (490.000 mẫu Anh). Có 4 vườn quốc gia trong số đó ở phía bắc là một phần của Vùng đất Laponia, một Di sản thế giới hỗn hợp còn vườn quốc gia Skuleskogen cũng là một phần của Bờ Biển Cao cũng là Di sản thiên nhiên thế giới của UNESCO. Các vườn quốc gia ở phía nam Thụy Điển - Söderåsen, Dalby Söderskog và Stenshuvud - được bao phủ bởi các khu rừng lá rộng với khoảng 2.000 ha mỗi vườn quốc gia. Vườn quốc gia Fulufjället là một phần của Các vườn quốc gia thuộc Mạng lưới khu bảo tồn châu Âu (PAN), một mạng lưới được thành lập bởi Quỹ Động vật Hoang dã Thế giới (WWF) nhằm tạo điều kiện cho việc bảo tồn lâu dài và quản lý du lịch đối với các vườn quốc gia châu Âu.
Dưới đây là danh sách các vườn quốc gia tại Thụy Điển.

## Danh sách

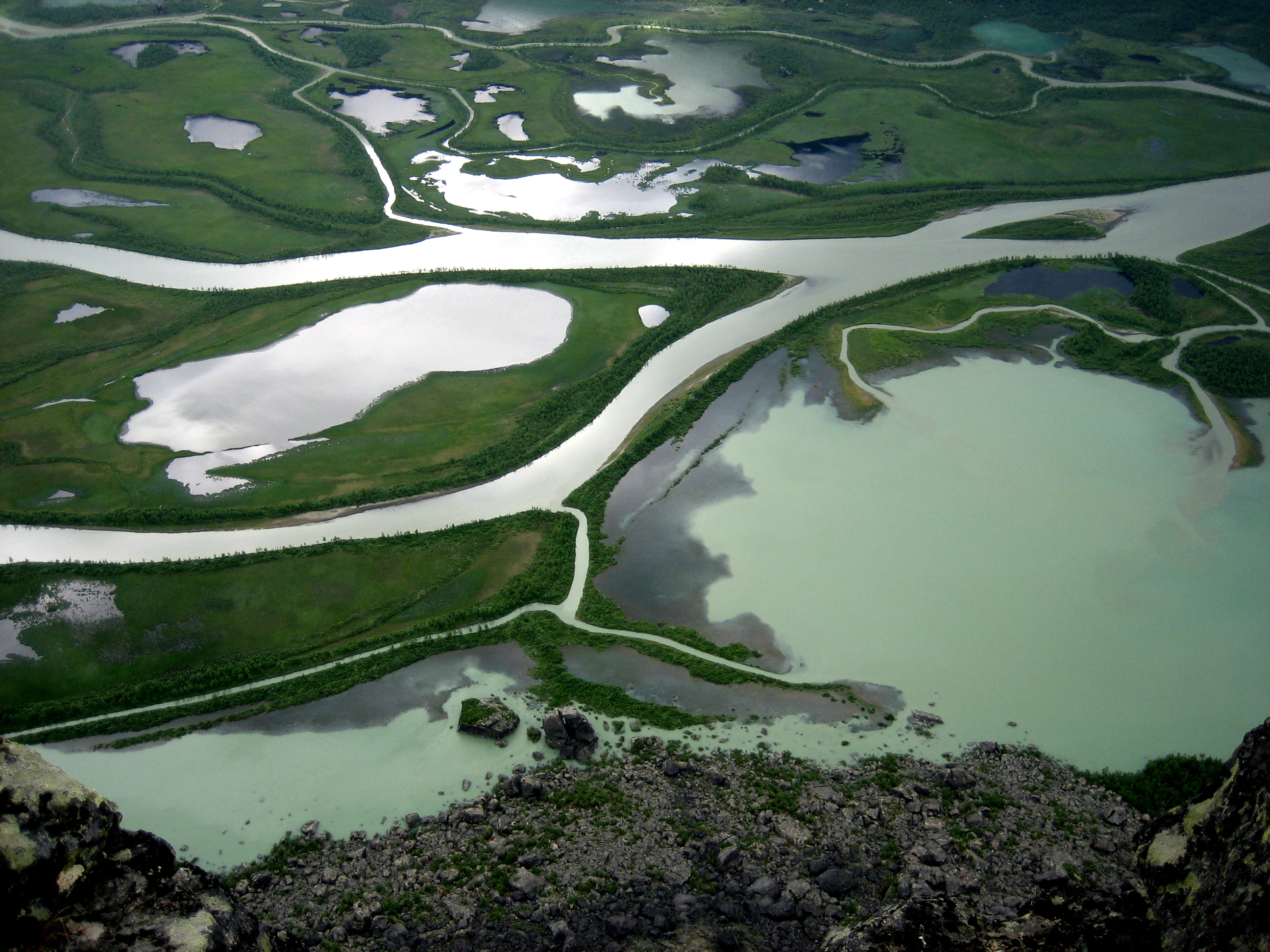
Một đồng bằng sông gần Vườn quốc gia Sarek.

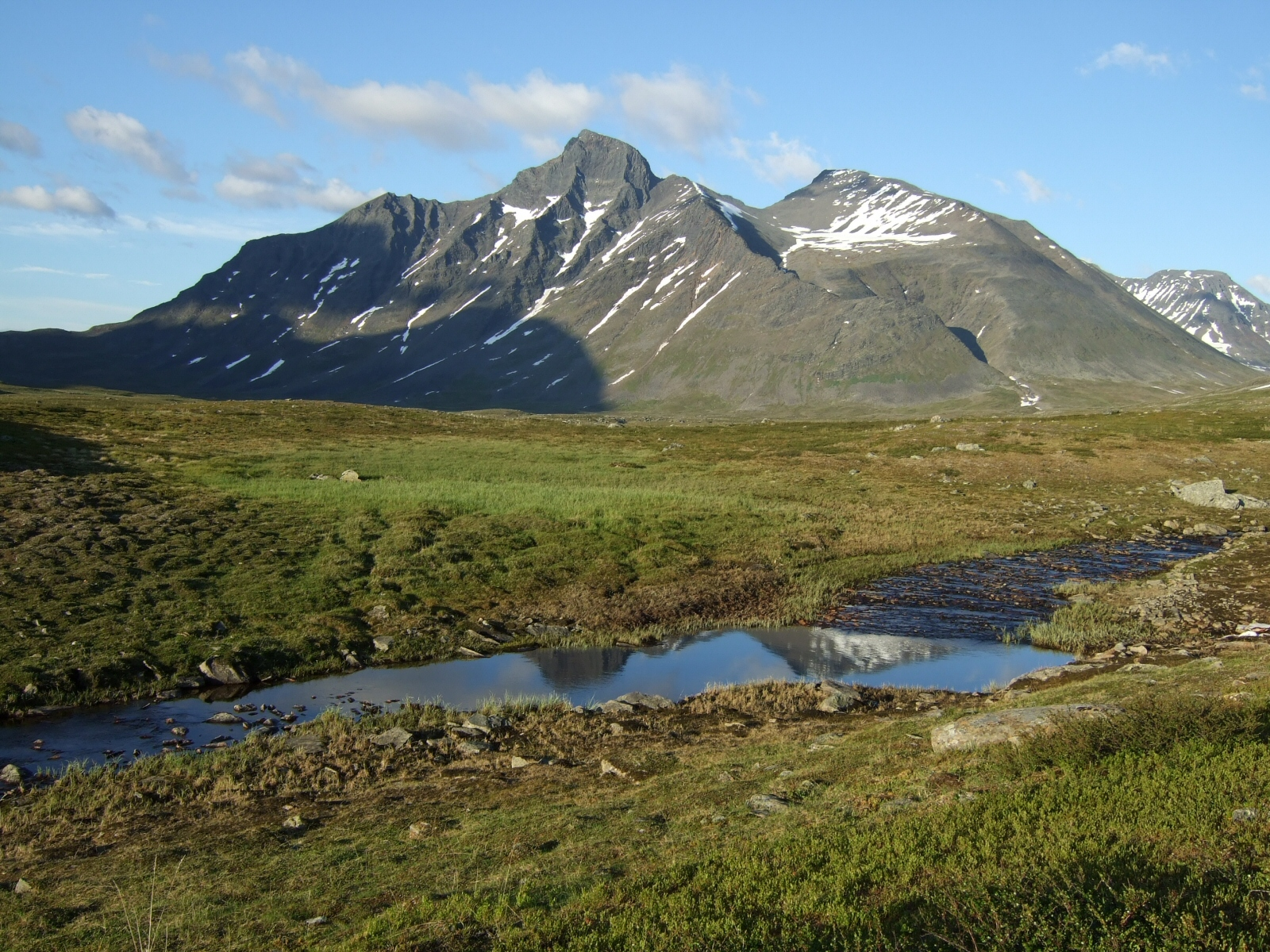
Núi Pierikpakte, một phần của Vườn quốc gia Sarek

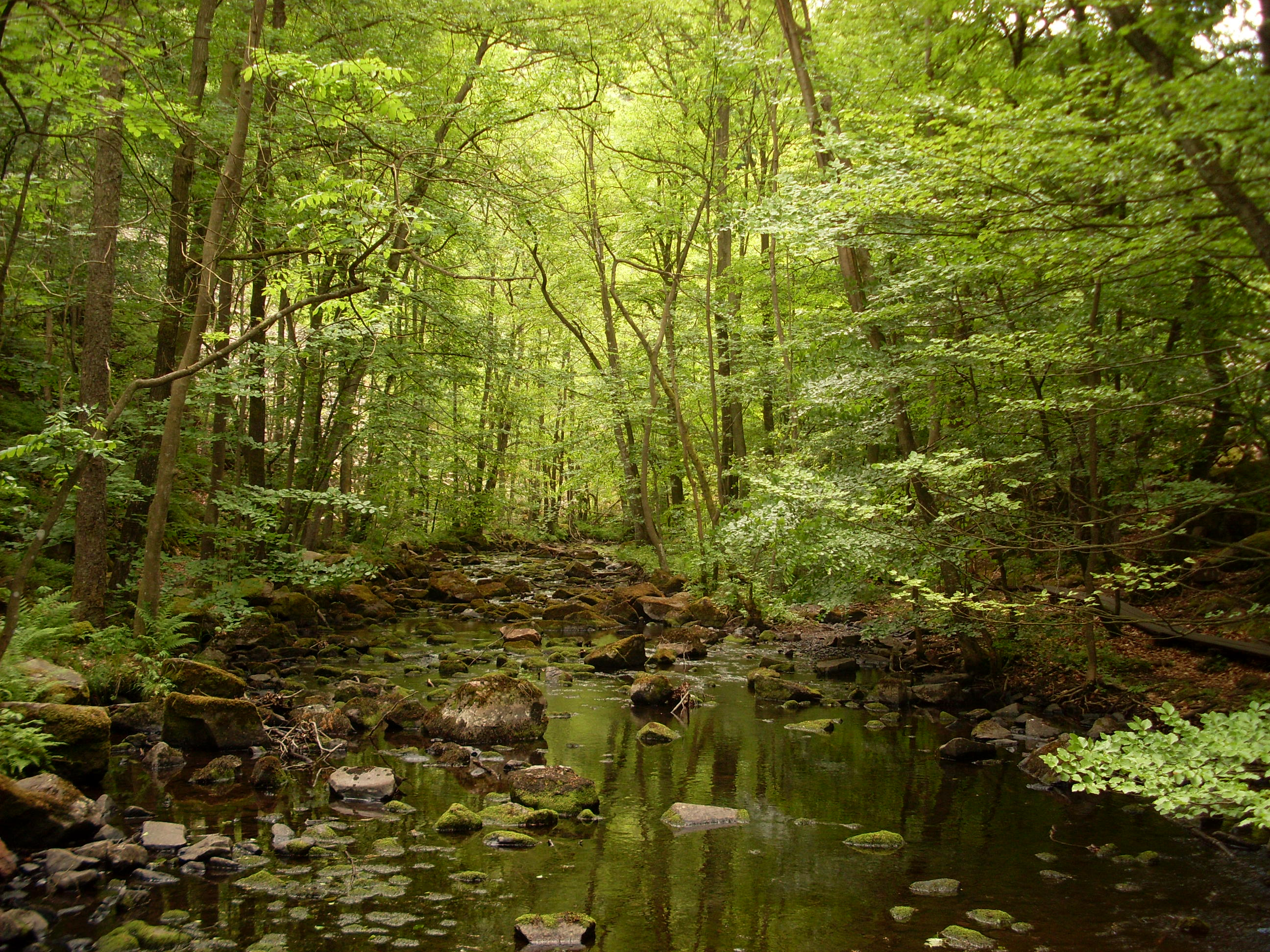
Sông Skäralid thuộc Vườn quốc gia Söderåsen

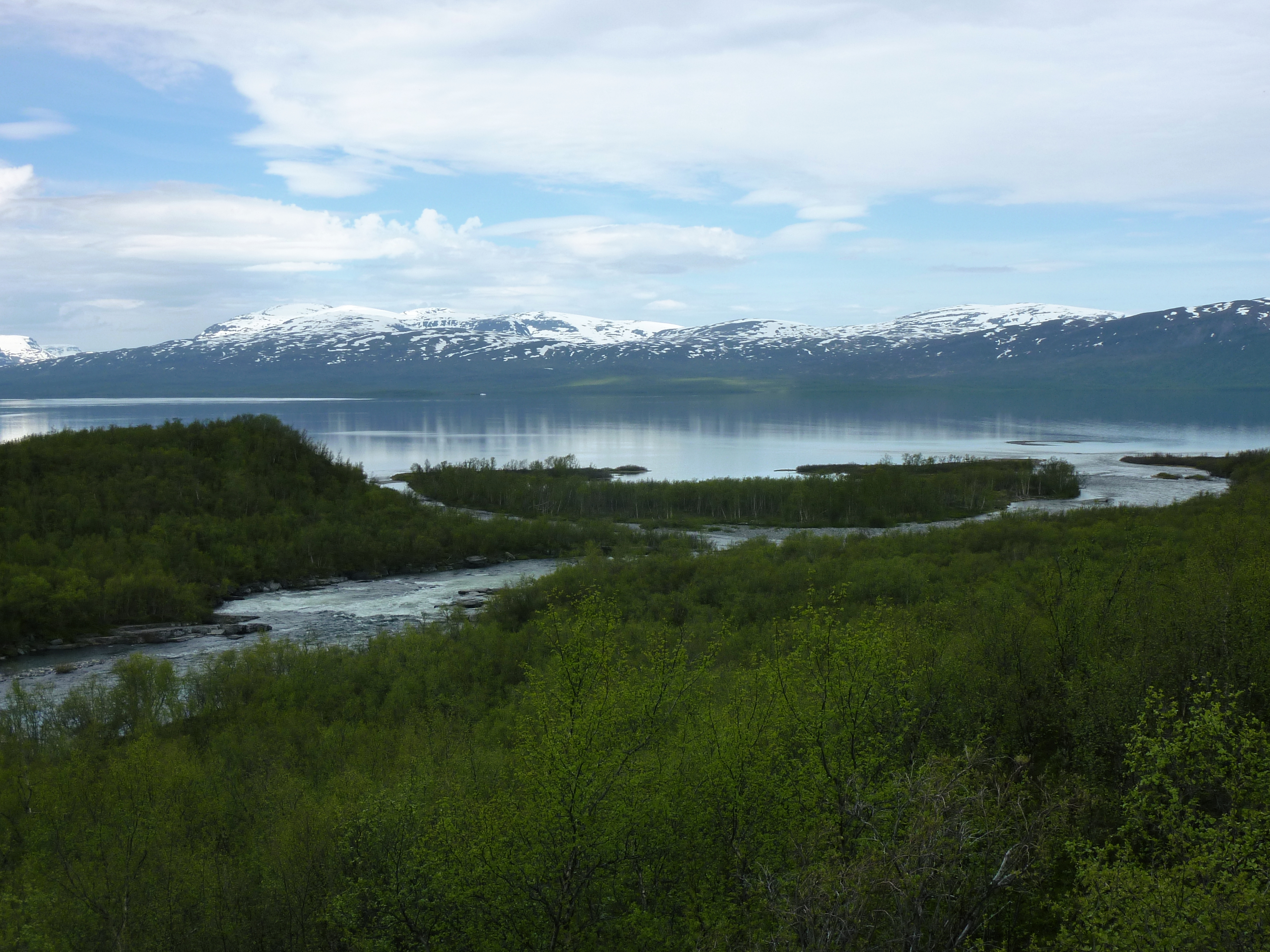
Vườn quốc gia Abisko, một trong những vườn quốc gia được thành lập vào năm 1909.

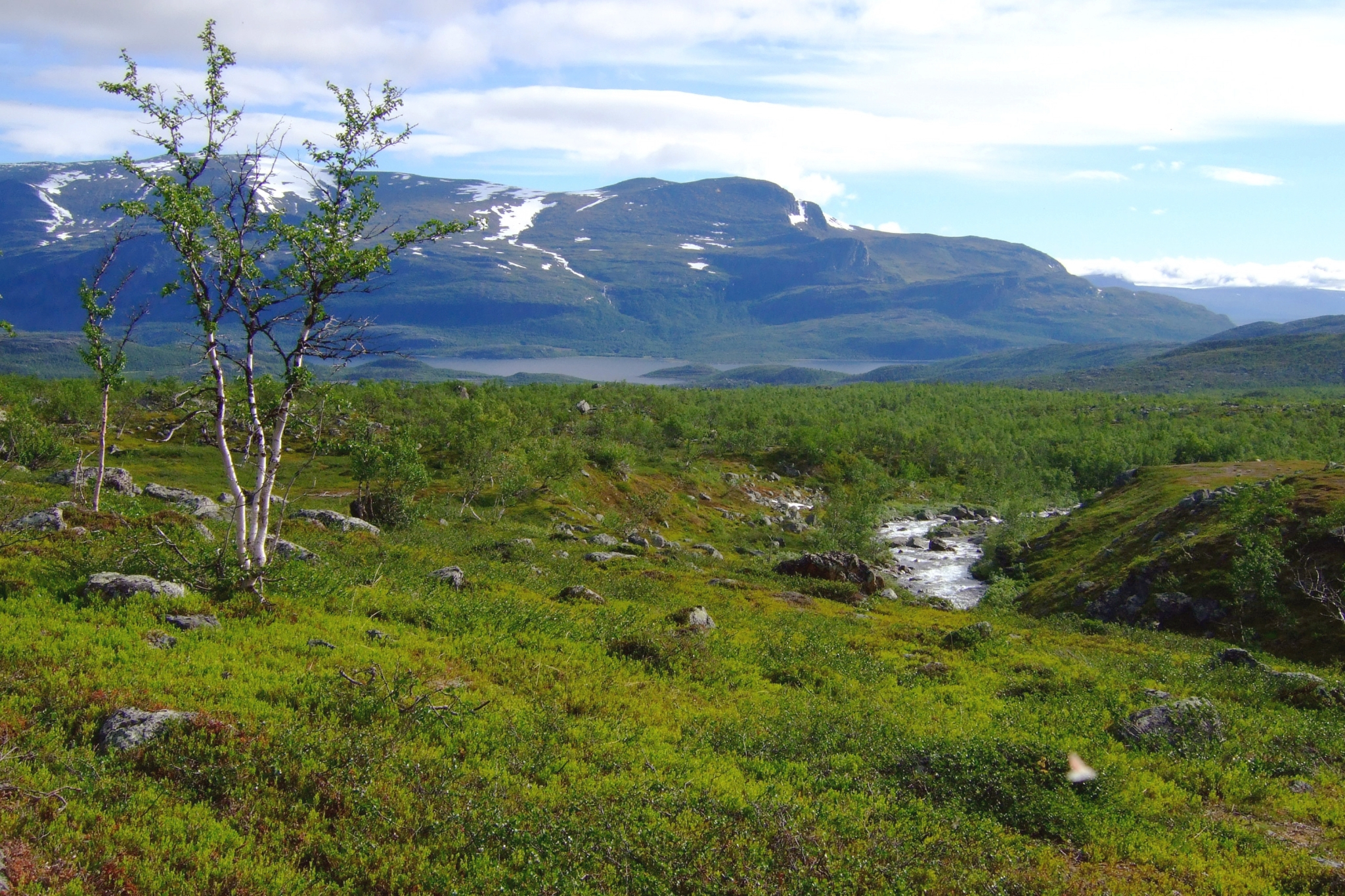
Quang cảnh tại Vườn quốc gia Stora Sjöfallet.

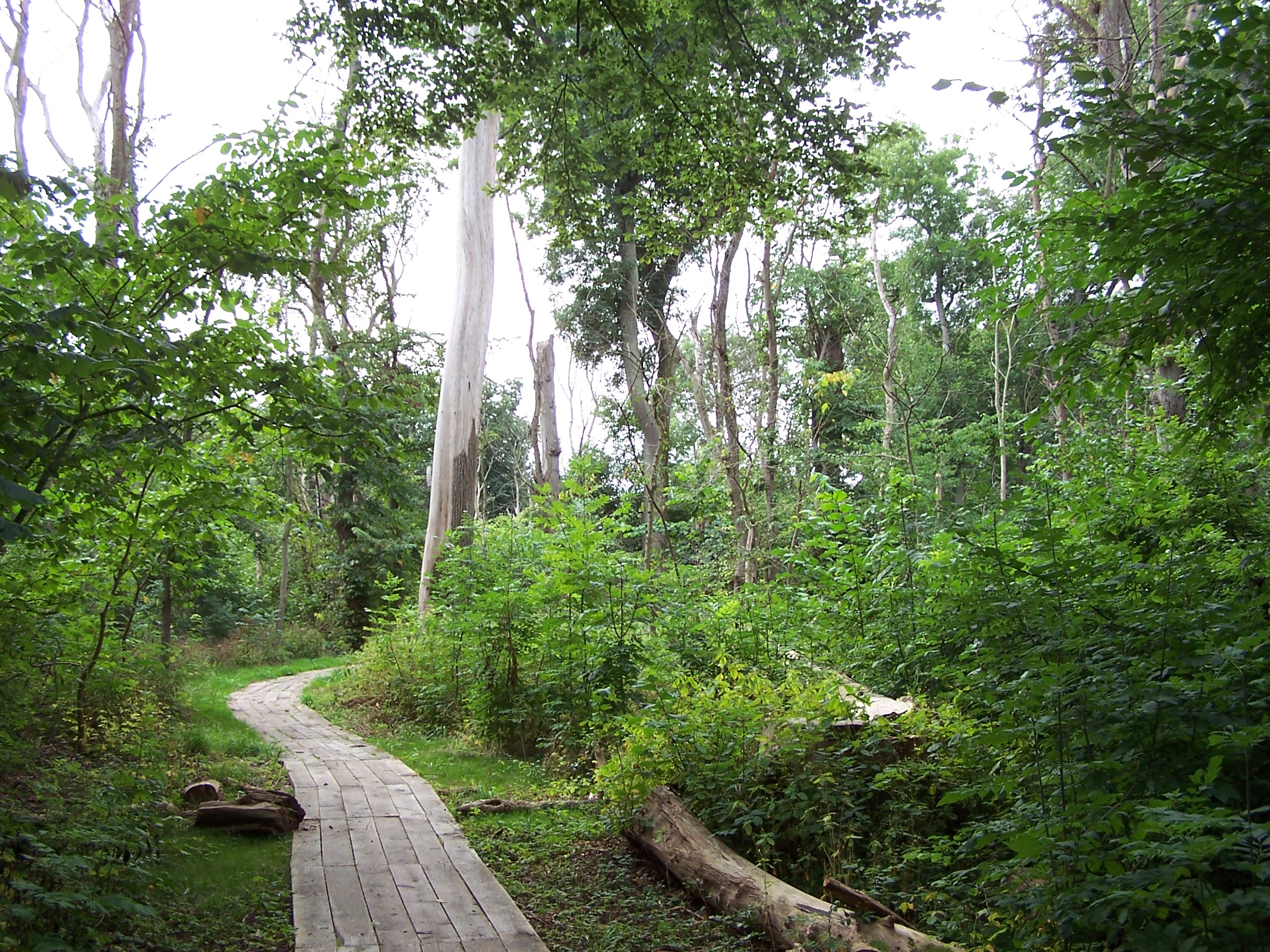
Lối đi trong rừng tại Vườn quốc gia Dalby Söderskog

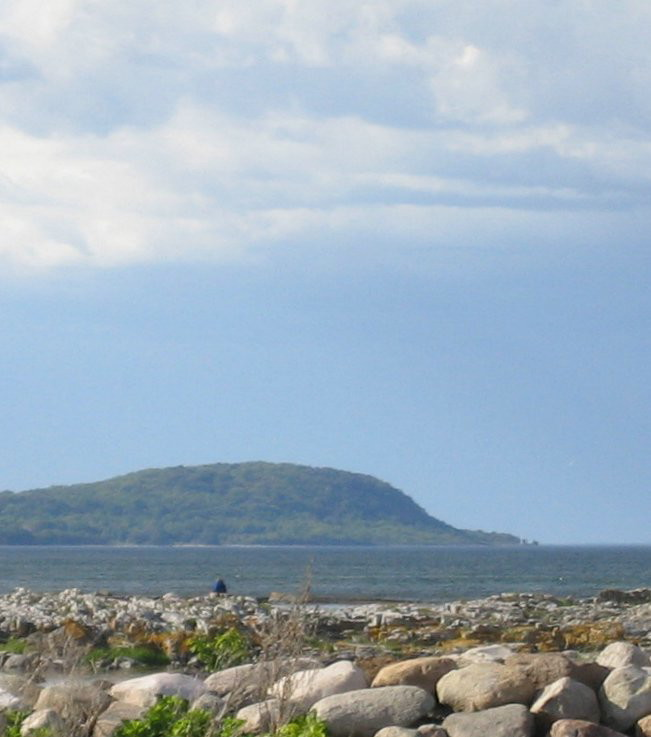
Đồi Stenshuvud trong Vườn quốc gia Stenshuvud

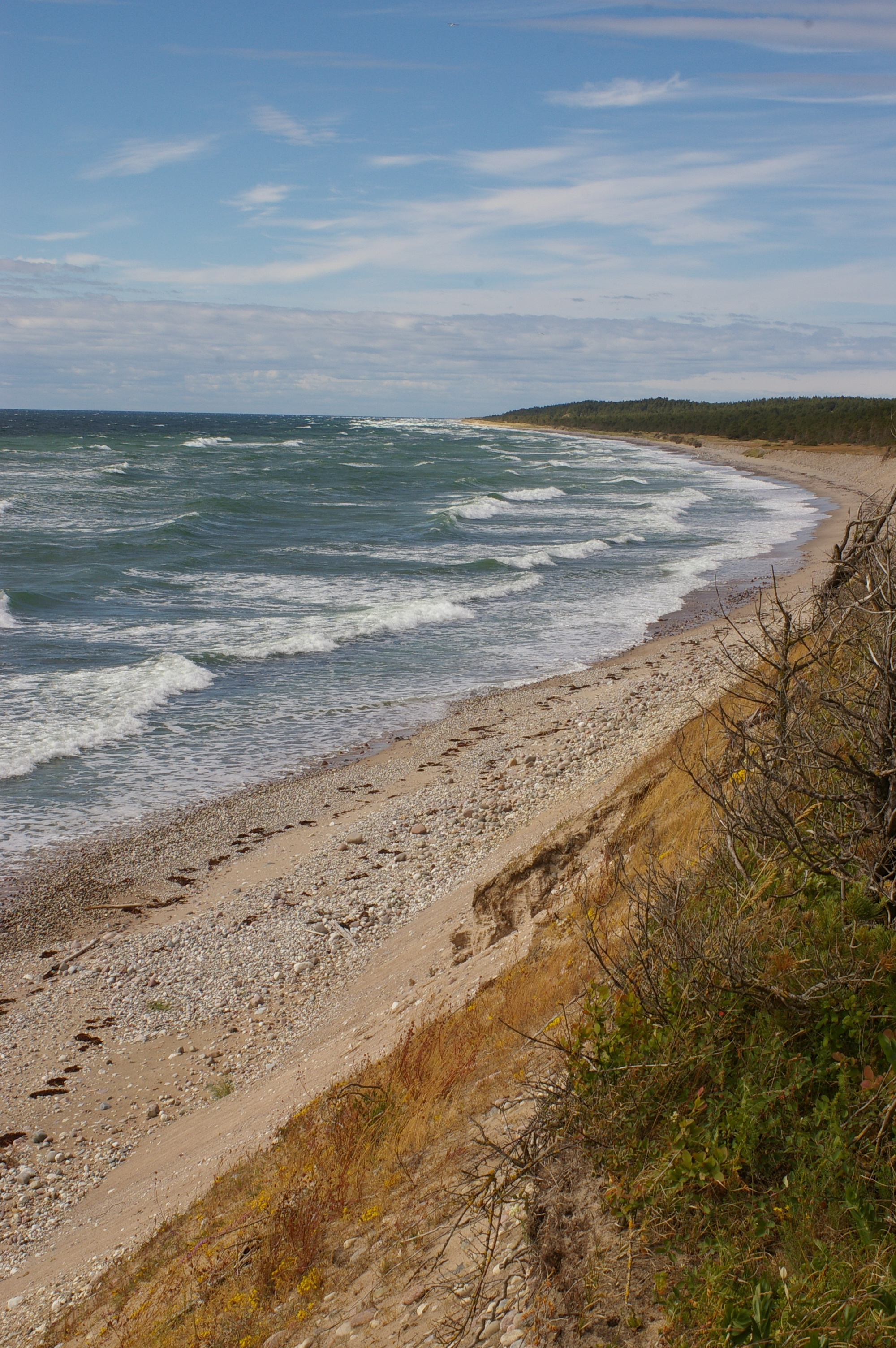
Vườn quốc gia Gotska Sandön là một trong những vườn quốc gia lâu đời nhất của Thụy Điển.

| Tên                              | Vị trí                                     | Diện tích                    | Thành lập | Mô tả |
| -------------------------------- | ------------------------------------------ | ---------------------------- | --------- | --- |
| Vườn quốc gia Abisko             | Norrbotten                                 | 7.700 ha (19.027 mẫu Anh)    | 1909      | Vườn quốc gia này bao gồm thung lũng được bao bọc bởi các dãy núi ở phía nam và phía tây và hồ Torneträsk ở phía Bắc Scandinavia. |
| Vườn quốc gia Ängsö              | Stockholm                                  | 168 ha (415 mẫu Anh)         | 1909      | Ängsö là một hòn đảo thuộc quần đảo Stockholm. Nơi đây được biết đến với "phong cảnh cổ kính của những trang trại trong môi trường quần đảo, những bông hoa mùa xuân cùng các loài chim". |
| Vườn quốc gia Björnlandet        | Västerbotten                               | 1.100 ha (2.718 mẫu Anh)     | 1991      | Địa lý Björnlandet được phân biệt bởi những khu rừng nguyên sinh lớn và địa hình núi với các khe núi dốc cùng vách đá. |
| Vườn quốc gia Blå Jungfrun       | Kalmar                                     | 198 ha (489 mẫu Anh)         | 1926      | Blå Jungfrun là một hòn đảo trên biển Baltic với các loài chim đặc hữu, hệ thực vật gỗ cứng và các hang động, mê cung đá cổ. |
| Vườn quốc gia Dalby Söderskog    | Skåne                                      | 36 ha (89 mẫu Anh)           | 1918      | Vườn quốc gia này có khu rừng nguyên sinh Deciduous, cùng với khu vực đồng cỏ xung quanh. |
| Vườn quốc gia Djurö              | Västra Götaland                            | 2.400 ha (5.931 mẫu Anh)     | 1991      | Vườn quốc gia Djurö là một quần đảo với khoảng 30 hòn đảo trong hồ Vänern. |
| Vườn quốc gia Färnebofjärden     | Dalarna, Gävleborg, Uppsala và Västmanland | 10.100 ha (24.958 mẫu Anh)   | 1998      | Sông Dalälven đi qua vườn quốc gia cùng khu vực bờ biển không bằng phẳng bao quanh với hơn 200 hòn đảo lớn nhỏ. |
| Vườn quốc gia Fulufjället        | Dalarna                                    | 38.500 ha (95.136 mẫu Anh)   | 2002      | Vườn quốc gia bao gồm các loài thực vật núi cao, đặc biệt là loài thạch nam chỉ có ở vùng núi của Thụy Điển. |
| Vườn quốc gia Garphyttan         | Örebro                                     | 111 ha (274 mẫu Anh)         | 1909      | Vườn quốc gia Garphyttan bao gồm các cảnh quan thay đổi bởi con người thông qua hoạt động nông lâm nghiệp, như các đồng cỏ và rừng rụng lá. |
| Vườn quốc gia Gotska Sandön      | Gotland                                    | 4.490 ha (11.095 mẫu Anh)    | 1909      | Gotska Sandön là một hòn đảo cát. Phong cảnh của nó bị chi phối bởi những bãi biển, cồn cát và những cánh rừng thông. |
| Vườn quốc gia Hamra              | Gävleborg                                  | 28 ha (69 mẫu Anh)           | 1909      | Vườn quốc gia Hamra chứa hai đồi băng tích thấp được bao phủ bởi rừng nguyên sinh. |
| Vườn quốc gia Quần đảo Haparanda | Norrbotten                                 | 6.000 ha (14.826 mẫu Anh)    | 1995      | Nằm ở phần phía bắc của Vịnh Bothnia, vườn quốc gia này bao gồm các hòn đảo nhỏ tương đối bằng phẳng với những bãi cát rộng lớn. |
| Vườn quốc gia Kosterhavet        | Västra Götaland                            | 38.878 ha (96.070 mẫu Anh)   | 2009      | Vườn quốc gia Kosterhavet là quốc gia biển đầu tiên của Thụy Điển, được thành lập vào tháng 9 năm 2009. Nó bao gồm vùng biển và bờ biển xung quanh quần đảo Koster, tuy nhiên nó lại không bao gồm các đảo của quần đảo này.                                                                      |
| Vườn quốc gia Muddus             | Norrbotten                                 | 49.340 ha (121.922 mẫu Anh)  | 1942      | Vườn quốc gia Muddus là khu vực bao gồm các khe núi sâu và những cánh rừng nguyên sinh. Cây thông cao tuổi nhất của Thụy Điển nằm tại vườn quốc gia này. |
| Vườn quốc gia Norra Kvill        | Kalmar                                     | 114 ha (282 mẫu Anh)         | 1927      | Norra Kvill là một khu rừng cổ với những cây thông trên 350 tuổi. Ba hồ nước nằm trong vườn quốc gia là Stora Idegölen, Lilla Idegölen và Dalskärret. |
| Vườn quốc gia Padjelanta         | Norrbotten                                 | 198.400 ha (490.257 mẫu Anh) | 1962      | Vườn quốc gia này giáp với biên giới Na Uy ở phía Tây, với cảnh quan chủ yếu là vùng đất bằng phẳng bao quanh hai hồ Vastenjávrre và Virihávrre. |
| Vườn quốc gia Pieljekaise        | Norrbotten                                 | 15.340 ha (37.906 mẫu Anh)   | 1909      | Vườn quốc gia Pieljekaise bao gồm các khu rừng bạch dương, núi, và một số hồ nước. Vườn quốc gia được đặt tên theo núi Pieljekaise, một ngọn núi cao nằm tại đây. |
| Vườn quốc gia Sånfjället         | Jämtland                                   | 10.300 ha (25.452 mẫu Anh)   | 1909      | Đây là một trong số những vườn quốc gia lâu đời nhất tại Thụy Điển và cả châu Âu. Nó được đặt tên theo đỉnh núi Sånfjället cao 1.278 m (4.193 ft). Khu vực miền núi bị chia cắt bởi các dòng hồ và một diện tích rừng.                                                                            |
| Vườn quốc gia Sarek              | Norrbotten                                 | 197.000 ha (486.798 mẫu Anh) | 1909      | Sarek có một cảnh quan núi cao với các đỉnh núi và thung lũng hẹp. Hơn 100 sông băng cùng nhiều núi cao trên 2.000 m (6.600 ft) được tìm thấy tại đây. |
| Vườn quốc gia Skuleskogen        | Västernorrland                             | 2.360 ha (5.832 mẫu Anh)     | 1984      | Vườn quốc gia Skuleskogen bao gồm các khu rừng cổ, núi cao, và bờ biển. Các đỉnh núi được bao phủ bởi những cánh rừng thông và bị chia cắt bởi các thung lũng được hình thành bởi biển và sông băng.                                                                                              |
| Vườn quốc gia Söderåsen          | Skåne                                      | 1.625 ha (4.015 mẫu Anh)     | 2001      | Vườn quốc gia này có một cảnh quan đặc biệt là những khe núi sâu đến 90 m (300 ft). Các thung lũng được bao phủ bởi rừng cây lá rộng, chủ yếu sồi. |
| Vườn quốc gia Stenshuvud         | Skåne                                      | 390 ha (964 mẫu Anh)         | 1986      | Stenshuvud là một ngọn đồi quay mặt ra biển Baltic. Bởi vì cảnh quan của nó tương đối bằng phẳng, nên có thể được nhìn thấy khu vực từ khoảng cách xa. Vì vậy, nơi đây đã được những người đi biển sử dụng như la bàn định hướng trên biển. Phần lớn diện tích được bao phủ bởi rừng cây lá rộng. |
| Vườn quốc gia Stora Sjöfallet    | Norrbotten                                 | 127.800 ha (315.801 mẫu Anh) | 1909      | Phần phía bắc của vườn quốc gia nằm trong Dãy núi Scandinavia, nơi có một số đỉnh núi cao nhất Thụy Điển. Những ngọn đồi thấp ở phần phía nam được bao phủ bởi những khu rừng tao ra sự thay đổi cảnh quan ngoạn mục.                                                                             |
| Vườn quốc gia Store Mosse        | Jönköping                                  | 7.850 ha (19.398 mẫu Anh)    | 1989      | Vườn quốc gia Store Mosse là khu vực đầm lầy lớn nhất ở miền nam Thụy Điển. Hồ Kävsjön là nhà của nhiều loài chim mặt nước. |
| Vườn quốc gia Tiveden            | Örebro và Västra Götaland                  | 1.350 ha (3.336 mẫu Anh)     | 1983      | Vườn quốc gia Tiveden là một phần của rừng Tiveden rộng lớn. Hầu hết các khu rừng tại đây đều khó tiếp cận. Cảnh quan là rừng và núi đá. |
| Vườn quốc gia Töfsingdalen       | Dalarna                                    | 1.615 ha (3.991 mẫu Anh)     | 1930      | Vườn quốc gia Töfsingdalen bao gồm hai dãy núi ngăn cách bởi thung lũng được bao phủ bởi đồng cỏ và rừng nguyên sinh. |
| Vườn quốc gia Tresticklan        | Västra Götaland                            | 2.897 ha (7.159 mẫu Anh)     | 1996      | Vườn quốc gia này có sự tách giãn địa chất tạo thành cảnh quan thung lũng và là một trong số ít các khu vực còn lại của rừng nguyên sinh phía nam Scandinavia. |
| Vườn quốc gia Tyresta            | Stockholm                                  | 2.000 ha (4.942 mẫu Anh)     | 1993      | Tyresta là một hẻm núi với cảnh quan với các sườn núi đá. Phần lớn diện tích được bao phủ bởi rừng thông, và nơi đây là một trong những khu rừng nguyên sinh lớn nhất ở Thụy Điển. |
| Vườn quốc gia Vadvetjåkka        | Norrbotten                                 | 2.630 ha (6.499 mẫu Anh)     | 1920      | Nằm trong khu vực miền núi phía tây bắc của hồ Torneträsk, Vadvetjåkka là vườn quốc gia ở cực Bắc của Thụy Điển. Nó được đặt tên theo ngọn núi Vadvetjåkka nằm trong vườn quốc gia. |

## Vườn quốc gia dự kiến

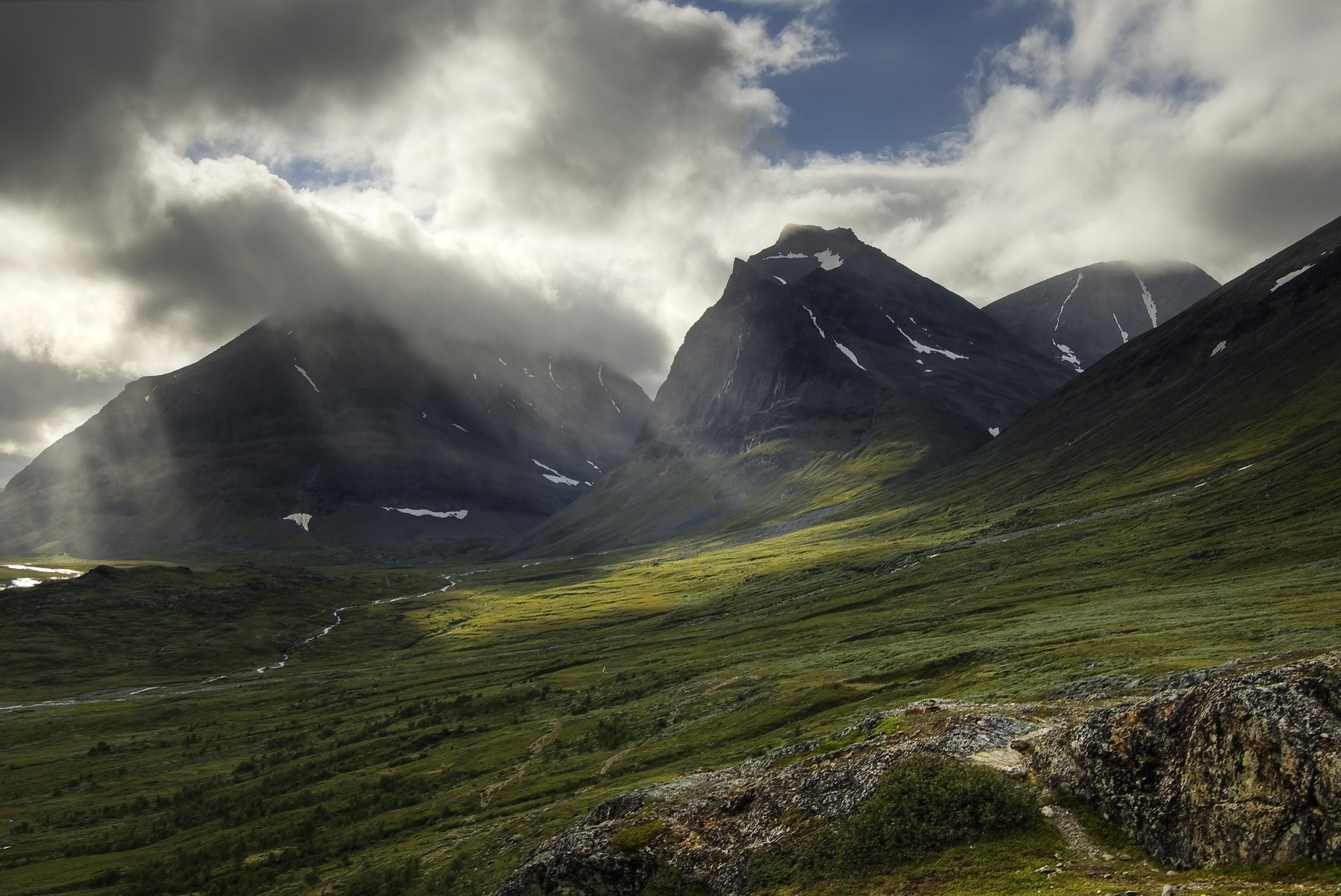
Đỉnh Kebnekaise, đỉnh núi cao nhất tại Thụy Điển sẽ là một phần của vườn quốc gia dự kiến thành lập trong năm 2009 tới 2013.

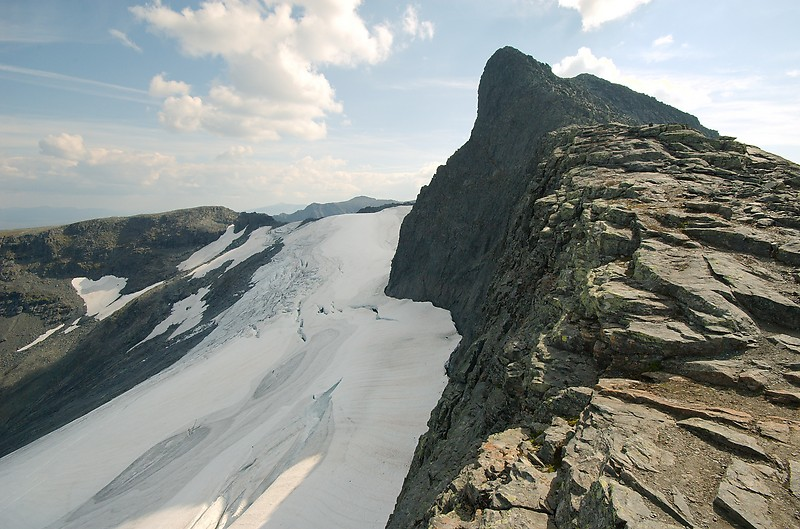
Núi Sylan thuộc vườn quốc gia Vålådalen-Sylarna sẽ được thành lập trong tương lai.

Năm 2008, sau quá trình điều tra, Cơ quan Bảo vệ môi trường Thụy Điển đặt ra một kế hoạch thành lập 13 vườn quốc gia mới trong tương lai không xa. Theo kế hoạch, 7 trong số đó sẽ được thành lập từ năm 2009 đến năm 2013. Đầu tiên là Vườn quốc gia Kosterhavet đã được khánh thành trong tháng 9 năm 2009. Các vườn quốc gia còn lại không rõ thời gian chính xác sẽ được thành lập.
| Tên                               | Vị trí              | Diện tích                      | Dự kiến thời gian thành lập |
| --------------------------------- | ------------------- | ------------------------------ | --------------------------- |
| Vườn quốc gia Bästeträsk          | Gotland             | 5.000 ha (12.355 mẫu Anh)      | 2009–2013                   |
| Vườn quốc gia Blaikfjället        | Västerbotten        | 40.000 ha (98.842 mẫu Anh)     | 2009–2013                   |
| Vườn quốc gia Kebnekaise          | Norrbotten          | 65.000 ha (160.618 mẫu Anh)    | 2009–2013                   |
| Vườn quốc gia Tavvavuoma          | Norrbotten          | 40.000 ha (98.842 mẫu Anh)     | 2009–2013                   |
| Vålådalen-Vườn quốc gia Sylarna   | Jämtland            | 230.000 ha (568.342 mẫu Anh)   | 2009–2013                   |
| Vườn quốc gia Västra Åsnen        | Kronoberg           | 2.000 ha (4.942 mẫu Anh)       | 2009–2013                   |
| Vườn quốc gia Nämdöskärgården     | Stockholm           | 14.000 ha (34.595 mẫu Anh)     | Dự kiến                     |
| Vườn quốc gia Koppången           | Dalarna             | 5.000 ha (12.355 mẫu Anh)      | Dự kiến                     |
| Vườn quốc gia Reivo               | Norrbotten          | 11.000 ha (27.182 mẫu Anh)     | Dự kiến                     |
| Rogen-Vườn quốc gia Juttulslätten | Dalarna và Jämtland | 100.000 ha (247.105 mẫu Anh)   | Dự kiến                     |
| Vườn quốc gia Sankt Anna          | Östergötland        | 10.000 ha (24.711 mẫu Anh)     | Dự kiến                     |
| Vườn quốc gia Vindelfjällen       | Västerbotten        | 550.000 ha (1.359.080 mẫu Anh) | Dự kiến                     |